# シュティムプファッハ
シュティムプファッハ (Stimpfach)は、ドイツ連邦共和国バーデン＝ヴュルテンベルク州北東部シュヴェービッシュ・ハル郡に属す町村（以下、本項では便宜上「町」と記述する）。

## 地理

### 位置
シュティムプファッハは、バーデン＝ヴュルテンベルク州の北東部、クライルスハイムから南に10kmに位置する。

### 隣接する市町村
シュティムプファッハが境を接する市町村は、北はクライルスハイム、東はフィヒテナウ、南がオストアルプ郡ヤクストツェル、西がフランケンハルトである。

### 自治体の構成
首邑であり、町と同名のシュティムプファッハの他、かつて独立した自治体であったレーヒェンベルク、ヴァイパーツホーフェン地区がある。さらに小集落としては、バウツェンホーフ、ブリントホーフ、アイヒスホーフ、アイヒスゼクミューレ、ゲルバーツホーフェン、ホッホブロン、ヘルビュール、ヒュプナースホーフ、ケスバッハ、クリングレスミューレ、クレスブロン、リックスホーフ、ネストラインスベルク、エルミューレ、ランデンヴァイラー、ジグラースホーフェン、ジクセンミューレ、シュペルホーフ、シュタインバッハ・アム・ヴァルト、シュトライトベルクがある。

## 歴史
シュティムプファッハは1024年に文献上で初めて言及される。
1608年、それまでの所有者が亡くなった後、シュティムプファッハは丸ごとエルヴァンゲンの領主家の支配下に入り、1803年にはヴュルテンベルク領となった。最初は、オーバーアムト・ホンハルト＝シュティムプファッハが組織されたが、1810年からはオーバーアムト・クライルスハイムに編入された（1934年からクライルスハイム郡に組織変更される）。1971年から1974年まではオストアルプ郡に属した。バーデン＝ヴュルテンベルク州の市町村再編の時代、1973年11月1日にまずはシュティムプファッハとレーヒェンベルクが合併し、新しい自治体シュティムプファッハとなった。この新しい自治体（町村）は、シュヴェービッシュ・ハル郡の所属に移された。1975年1月1日、ヴァイパーツホーフェンが合併し、さらに新しい自治体となり現在に至っている。

## 行政

### 友好都市
- ホルツハウ（現在は、ザクセン州フライベルク郡レーヒェンベルク＝ビーネンミューレの一地区）

## 引用
1. ↑  Statistisches Landesamt Baden-Württemberg – Bevölkerung nach Nationalität und Geschlecht am 31. Dezember 2023 (CSV-Datei)